# Smiradice
Smiradice jsou malá vesnice, část obce Sousedovice v okrese Strakonice v Jihočeském kraji. Nachází se v údolí Smiradického potoka asi 1,5 kilometru západně od Sousedovic. Je zde evidováno 14 adres. V roce 2011 zde trvale žilo patnáct obyvatel.
Smiradice jsou také název katastrálního území o rozloze 1,18 km².

## Historie
První písemná zmínka o vesnici pochází z roku 1319.

## Obyvatelstvo
| Rok            | 1869 | 1880 | 1890 | 1900 | 1910 | 1921 | 1930 | 1950 | 1961 | 1970 | 1980 | 1991 | 2001 | 2011 | 2021 |
| -------------- | ---- | ---- | ---- | ---- | ---- | ---- | ---- | ---- | ---- | ---- | ---- | ---- | ---- | ---- | ---- |
| Počet obyvatel | 84   | 99   | 84   | 63   | 68   | 69   | 66   | 46   | 41   | 22   | 18   | 16   | 14   | 15   | 34   |
| Počet domů     | 13   | 13   | 13   | 13   | 13   | 12   | 12   | 12   | 12   | 8    | 8    | 12   | 12   | 13   | 15   |

## Pamětihodnosti
- Usedlost čp. 12 (kulturní památka ČR)
- Smiradická lípa, památný strom za humny na severním okraji vesnice

## Galerie

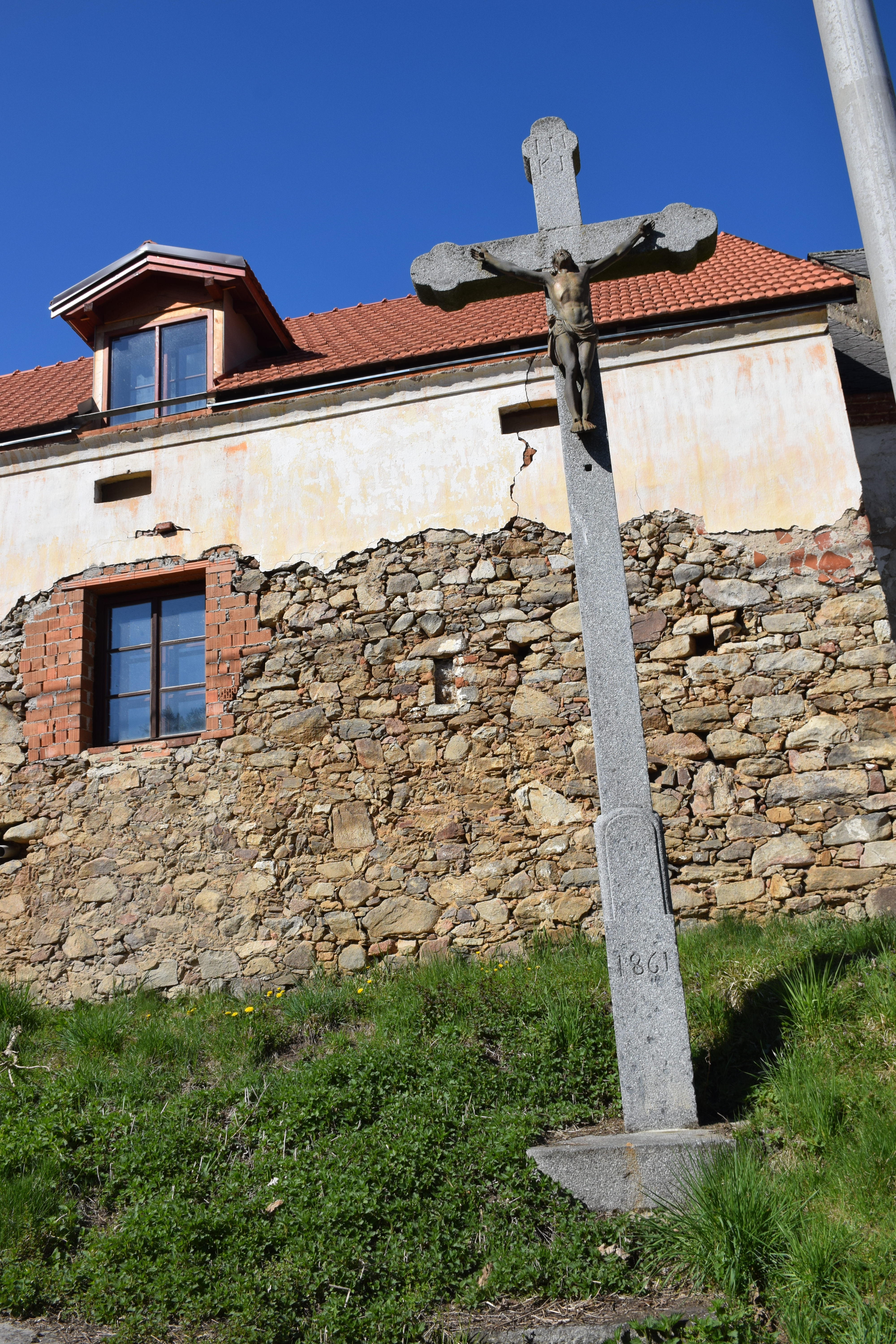
Kříž na návsi
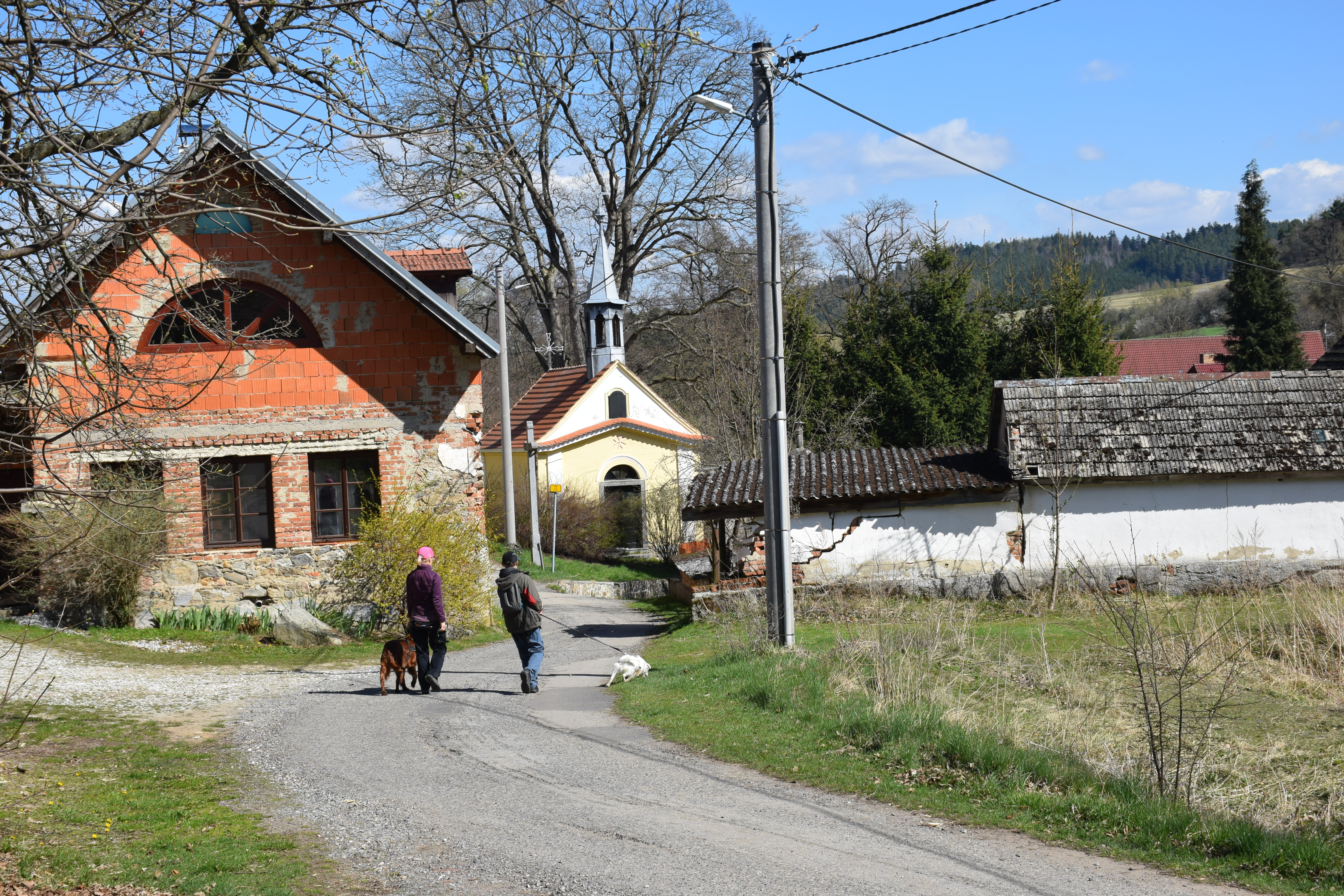
Cesta ke kapličce
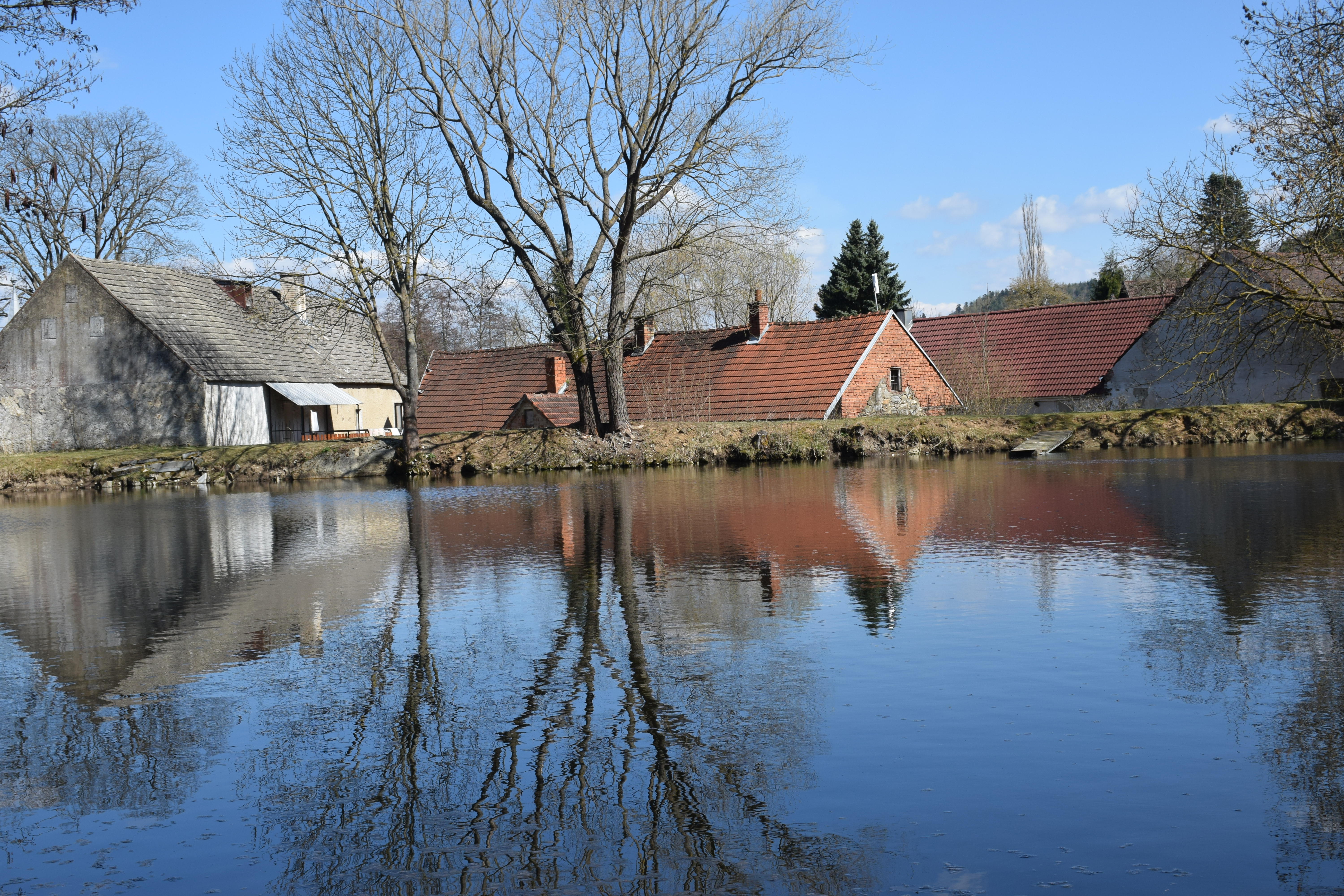
Rybník